# Гуопалахті (станція)
60°13′05″ пн. ш. 24°53′38″ сх. д. / 60.218082215569° пн. ш. 24.893762353062° сх. д.
Гуопалахті  (фін. Huopalahden rautatieasema, швед. Hoplax järnvägsstation) — залізнична станція мережі приміських залізниць VR, розташована на півночі Гельсінкі, Фінляндія 
Розташована приблизно за 6 км на N -NW від Гельсінкі-Центральний.
Станція має пасажирообіг 5,276,208 осіб (2019)

Зараз станція розташована в районі Етеля-Гаага, що була названа на честь муніципалітету Гуопалахті, який був приєднаний до міста Гельсінкі в включеного до складу міста в 1946 році.
Перша дерев'яна будівля вокзалу, спроектована Бруно Грангольмом, була побудована в 1902 році. 
Нинішній був спроектований у 1914 році Туре Гелльстремом і завершений у 1921 році 
.
Конструкція: станція має чотири колії та дві відкриті прямі платформи.
Пересадка: автобуси: 41, 550, 552 